# Somos Oviedo
Somos Oviedo (en asturiano Somos Uviéu) es una candidatura ciudadana de unidad popular nacida en 2015 como marca municipal de Podemos en Oviedo (Asturias). En las elecciones municipales de 2015 consiguió 6 de los 27 concejales del pleno del Ayuntamiento de Oviedo. En febrero de 2019 se constituyó en partido político y concurrió en las municipales de ese año junto a Podemos Asturias, consiguiendo 3 concejales. 
Una de sus impulsoras y actual portavoz en el Ayuntamiento de Oviedo es la abogada y activista Ana Taboada.

## Historia

### Inicios y elecciones municipales de 2015
En marzo de 2015 Somos Oviedo escogió a Ana Taboada como candidata a las elecciones municipales de ese mismo año, en un polémico proceso de primarias en el que la abogada ovetense cosechó casi un 80% de los votos. entre acusaciones internas de intento de fraude electoral, puesto que la lista de candidatos inicialmente publicada desde el entorno de los dirigentes locales de Podemos Oviedo no coincidía con el orden de votos obtenidos por los diferentes candidatos y, por ejemplo, la candidata más votada, con un 90% de los votos, quedaba relegada al tercer puesto (si bien, tras la polémica, la lista electoral finalmente presentada sí respetó el orden de votos obtenidos en las primarias, aunque manteniendo a Ana Taboada como cabeza de lista).No obstante, este conflicto interno provocó la salida de la coalición de los miembros provenientes de Equo, así como también de varios miembros de Podemos, lo cual obligó a reconfigurar la lista final que se presentaría a las elecciones municipales.
A pesar de ese polémico comienzo, el partido se presentaba como "una alternativa a la corrupción del Partido Popular local", y aspiraba a poner en marcha un cambio político "desde la pluralidad y desde el conocimiento de las necesidades reales de la gente".
En dichos comicios Somos Oviedo obtuvo seis concejales de los 27 que compone el pleno y fue la segunda formación más votada, superando al PSOE de Wenceslao López, que logró cinco asientos.

### Llegada al gobierno yEl tripartito(2015-2019)
Somos quiso investir a Taboada como regidora, lo que la habría convertido en la primera alcaldesa de la historia de la ciudad, pero no contó con el apoyo del PSOE debido a las diferencias en el Ayuntamiento de Gijón entre la plataforma Xixón Sí Puede, afín a Somos, y el PSOE local. Con el objetivo de evitar que el Partido Popular, al que achacaban una "gestión oscura e irresponsable de los fondos públicos", se hiciera de nuevo con la alcaldía, y a pesar de que el PSOE se vio tentado por el Partido Popular para pactar una alianza de gobierno que invistiese al candidato conservador, Ana Taboada y Wenceslao López llegaron a un acuerdo de última hora, junto con Izquierda Unida, para poner fin a veintitrés años de gobierno de la derecha en el consistorio ovetense. La fórmula escogida fue la investidura de López como alcalde, a pesar de que su formación contaba con menos concejales que Somos Oviedo. Ana Taboada sería elegida vicealcaldesa.
El Gobierno del Tripartito, encabezado por Wenceslao López (PSOE), Ana Taboada (Somos Oviedo) y Roberto Sánchez Ramos (Izquierda Unida) fue, tras la etapa de Antonio Masip (PSOE) entre 1983 y 1991, el segundo gobierno de izquierdas de la ciudad de Oviedo desde la instauración del régimen de monarquía parlamentaria de 1978. El grupo municipal de Somos ocupó las concejalías de:  
- Transparencia, Participación y Atención (Ana Taboada)
- Economía y Empleo (Rubén Rosón)
- Urbanismo y Medio Ambiente (Ignacio Fernández Del Páramo)
- Deportes (Fernando Villacampa)
- Educación (Mercedes González)

### Elecciones municipales de 2019 y oposición
En febrero de 2019 la formación se inscribe en el registro de partidos políticos.
Somos Oviedo se presentó a las elecciones municipales de 2019 en coalición con Podemos Asturies, repitiendo Taboada como candidata a la alcaldía de la ciudad con un programa en el que proponía, entre otras cosas, actuaciones en materia de vivienda que permitan cubrir las acuciantes necesidades sociales, la creación de tejidos urbanos diversos al servicio de la ciudadanía en los tres grandes espacios de la ciudad: El Cristo, La Vega y la Fábrica de Gas, así como una ley de capitalidad que refleje la singularidad de Oviedo como centro administrativo y de transportes de todo el Principado de Asturias.
La candidatura sufrió una pérdida de tres concejales, la mitad de los logrados en los anteriores comicios, que conllevaron además la pérdida de la alcaldía para las fuerzas de la izquierda.  
Como partido en la oposición al gobierno bipartito del Partido Popular y Ciudadanos, Somos Oviedo ha llevado al pleno municipal cuestiones relativas al urbanismo, transporte, servicios sociales y gestión de los fondos públicos, y ha hecho especial hincapié en la necesidad de contar con unos presupuestos "expansivos en inversión social, empleo y servicios públicos".
De cara a las elecciones municipales de 2023 la coalición desaparece y se integra a efectos electorales en Podemos Oviedo, siendo elegida candidata Belén Suárez Prieto.

## Resultados electorales
Elecciones municipales:
| Año  | Votos  | Porcentaje | Concejales | Cabeza de lista |
| ---- | ------ | ---------- | ---------- | --------------- |
| 2015 | 20.514 | 19,09%     | 6/27       | Ana Taboada     |
| 2019 | 12.919 | 11,62%     | 3/27       | Ana Taboada     |